# Storia del movimento operaio a Genova

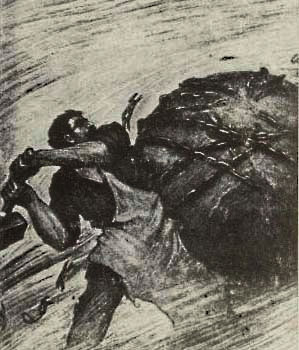
Particolare della prima tessera del Partito Comunista d'Italia, 1921

La storia del movimento operaio a Genova ha radici molto antiche che affondano alla metà del XIX secolo, nel decennio tra la prima e la seconda guerra d'indipendenza italiana.
È allora che si formano le prime società di Mutuo Soccorso e si sviluppa una sostanziale differenza in base al tipo di lavoro: per i tradizionali ceti operai di Genova, nella dimensione artigiana, ad esempio con la S.M.S. dei falegnami (1851), e per la nascente grande industria a Sampierdarena, spinta anche dalle pressioni di Luigi Orlando che prende dal 1859, alla morte di Giovanni Ansaldo, la direzione anche di questi i grandi cantieri oltre a quelli della Foce.
Il principale sobborgo industriale del capoluogo ligure, Sampierdarena, venne definito - al pari di un'altra città industriale del nord, Biella, ricca di opifici - la Manchester d'Italia. Molte delegazioni del capoluogo ligure erano fino al 1926, anno in cui venne creata la Grande Genova, comuni autonomi; ed ancor oggi molti abitanti delle delegazioni dicono di andare a Genova riferendosi al recarsi incentro città. Ma la locuzione, ai primi del XX secolo andava al di là del mero significato lessicale, intendendo definire piuttosto un forte senso di identità, associativismo ed autonomia.

## Le Società di Mutuo Soccorso
Nascono pertanto alla metà dell'Ottocento le Società di Mutuo Soccorso (o SOMS-Società Operaie di Mutuo Soccorso). La classe operaia genovese è sotto l'influsso in gran parte di ideologie mazziniane, che vengono poi, soprattutto dal momento della distanza presa da Mazzini nei confronti della Comune di Parigi, ad affiancarsi a dispetto delle idee dell'Esule al movimento anarchico.
Dagli anni 1870 la parte anarchica acquista spazio, richiama la collaborazione di Galleani. Si tratta di una tendenza che sconfina spesso nel socialismo, una parte ad esempio considera l'anarchia come il vero socialismo.
Dopo la nascita del partito socialista, questa parte viene sottoposta ad inchiesta nel 1894 al processo agli Anarchici, che attacca associazioni sia del centro genovese ma soprattutto quelle sampierdarenesi; il processo si muove soltanto su accuse ideologiche, non su tentativi insurrezionali od attentati terroristici da cui questa corrente si teneva lontana.
Pertanto è anche presente una forte componente anarchica (a Genova nel 1919 sbarca Errico Malatesta acclamato come il Lenin d'Italia). A Genova gli anarchici son guidati da Galleani e Pellaco. In quegli anni esistevano a Sestri Ponente circoli anarchici e gruppi socialisti attivi e consistenti.
Altrettanto avveniva in altre parti della città, ad esempio a Sampierdarena e a Rivarolo. Nel 1891 il movimento operaio genovese, fortemente influenzato dall'ala sovversiva (socialisti di tendenza rivoluzionaria ed anarchici) dette prova della sua forza con gli scioperi del Primo maggio con la presenza di duemila persone al comizio conclusivo.
Sestri Ponente fino all'inizio del XX secolo era il feudo della contessa Pallavicini, la Contessa caduta da cavallo cantata da Ugo Foscolo.
A Sampierdarena fino agli anni trenta si facevano i bagni di mare, duecento metri distante dalla piazza intitolata a Nicolò Barabino. Già verso la fine dell'Ottocento la nascita e la crescita delle attività manifatturiere aveva costretto alla soppressione delle spiagge nel quartiere di Sestri, destinato a diventare una vera propria città industriale.
Con la costituzione dell'Ansaldo inizia la costruzione degli storici quartieri operai di Sestri: aumentano, in maniera esponenziale, tanto la classe operaia quanto la proletarizzazione degli strati contadini.
Fu la prova del fuoco per il proletariato genovese, giunta a completare la trasformazione del ponente cittadino in insediamento industriale di grandi proporzioni, soprattutto relativamente a Sestri Ponente e Sampierdarena. Le organizzazioni proletarie via via passarono dal mazzinianesimo e dall'associativismo di mutuo soccorso alle Leghe di Resistenza, organizzazioni di tipo sindacale moderno.
La prima Camera del Lavoro a costituirsi fu quella di Sampierdarena (1895, circa 2000 iscritti); la seconda quella di Genova (1896, circa 4000 iscritti). Il primo caso di città italiana che ottenne la libertà di associazione fu dunque, e forse non casualmente, quello di Genova.
La Camera del Lavoro di Sestri dal 1902 divenne autonoma; primo segretario fu il socialista rivoluzionario Dino Bruschi. È l'inizio della combattiva e solidaristica storia del proletariato di Sestri con le sue avanguardie formate da anarchici e la massa di combattivi attivisti socialisti rivoluzionari e socialisti intransigenti.
Nello sciopero generale nazionale del 1904 si ebbero scontri e feriti; nel contempo iniziava la chiarificazione politica fra le varie ali del movimento operaio, chiarificazione che anche dopo la scissione di Sala Sivori del 1892 fra socialisti anarchici, non intaccò la compattezza operativo-sindacale delle ali del movimento (la chiarificazione politica però lasciò un segno nel 1906 con il passaggio di anarchici e socialisti intransigenti al sindacalismo rivoluzionario con la conseguente nascita di Camere sindacaliste rivoluzionarie).
Dal 1910 ha inizio il periodo maggiormente ricco di fermenti nella lotta del proletariato sestrese con rivendicazioni ed opposizione ai diktat del padronato (lotte per miglioramenti salariali, scioperi generali per solidarietà con altre categorie di lavoratori, sciopero contro il regolamento di officina, concordato con i rappresentanti sindacali confederali, ecc.). La Camera del Lavoro di Sestri Ponente arriva a contare fino a quattordicimila iscritti.

## La difesa della Camera del Lavoro di Sestri Ponente
4 luglio 1921: squadre fasciste assaltano la Camera del Lavoro di Sestri Ponente. La strategia fascista è impostata sull'idea che presa Sestri, cade Genova e la caduta di Genova porterebbe nella pratica alla vittoria in tutto il nord. Da mesi le provocazioni e le aggressioni continue contro operai associazioni e popolazione son abitudinarie per gli squadristi fascisti.
L'idea dei fascisti sulla strategia per prendere il Nord è abbastanza fondata, ma, nei fatti, non sarà possibile realizzarla in maniera così lineare (gli eventi inerenti alla "difesa di Parma" lo dimostreranno). Genova, Torino, Vercelli sono considerate il triangolo rosso: Genova e Vercelli sono gemellate da una brigata di autodifesa proletaria, conosciuta come i "Figli di nessuno", assieme ai Lupi Rossi, un'altra delle formazioni di autodifesa antifascista. Quattro i battaglioni schierati: Lenin e Trotsky, comunisti, Tolstoj, socialisti, Nulla da perdere, anarchici.
Tutte le formazioni genovesi confluiranno negli arditi del Popolo, nati dalla frazione di sinistra degli Arditi d'Italia e dal dannunzianesimo di sinistra.
L'azione dei fascisti è preparata con cura, gli squadristi sono prevalentemente Toscani (tristemente noti furono i fascisti carrarini, una sparuta temuta cricca di malavitosi finanziata dai ricchi reazionari, proprietari dei bacini marmiferi). Come al solito e in parte a causa delle direttive di Ivanoe Bonomi i carabinieri e la polizia interverranno per "ristabilire l'ordine": ovvero per salvare i fascisti se son sconfitti, oppure "bonificare" dai sovversivi con calma il territorio se i fascisti sono vincenti. Nella Camera del Lavoro sono però attestati un centinaio di operai e militanti, molti armati, che sanno render dura la conquista della loro sede.
La sparatoria è violenta e dura fino all'alba del 5, due saranno i feriti gravi tra gli aggressori. I difensori riescono a defilarsi ed a mettersi in salvo ed i fascisti possono entrare, mediante una autoblindo che sfonda il cancello, dando poi fuoco ad alcuni degli interni dell'edificio. I fascisti hanno vinto, ma solo parzialmente perché la Camera del Lavoro di Sestri sarà riaperta, richiusa e così via, a vicende alterne sino al settembre: questo altalenare di conquiste e riconquiste dimostra la difficoltà che ebbero gli squadristi a prendere possesso testimoniano della "fortezza proletaria". L'edificio divenne nei mesi successivi sede delle Guardie Regie, anche se il comune valutava l'ipotesi di affittarlo alla Croce Verde di Sestri. Nell'ottobre del 1922, nell'ambito degli eventi collaterali della marcia su Roma, avvenne uno scontro tra i militanti fascisti e le Guardie che vi erano accampate, a seguito del quale i volontari della Croce approfittarono per occuparle l'edificio, ristrutturandolo nei giorni successivi. In seguito il comune di Sestri Ponente lo assegnò ufficialmente alla Pubblica Assistenza, con un contratto di affitto trentennale rinnovabile, valido ancora nel 2010.
Duri scontri tra fascisti, guardie regie da una parte, operai, Arditi del Popolo, sindacalisti, anarchici e comunisti, dall'altra, si protraggono per quasi tutto il 1922 ed anche a Sestri Ponente.

## L'ultimo sciopero generale del 31 luglio 1922
L'ultimo sciopero generale del 31 luglio 1922 vede una gran compattezza di partecipazione, ma è ormai la fine del primo antifascismo, quello che molti, per scopi politici vogliono scordare e far scordare, come attestato da numerosi storici di vaglia (Eros Francescangeli e Marco Rossi, ad esempio). È la fine dell'antifascismo di classe, anche se non era solo la classe operaia che affrontava militarmente i fascisti, era affiancata da militari professionisti e da molti ufficiali di complemento del 15/18, veri artefici della vittoria bellica. Tale antifascismo voleva una società più egualitaria, più avanzata socialmente di quella nata dalla Resistenza, (ricordiamo la Carta del Carnaro).

## Conclusioni e nuovo inizio del nuovo ciclo antifascista
A Sestri si scatenano a questo punto la spedizioni punitive: la caccia al "sovversivo". Solamente a Sestri oltre seicento operai, per sfuggire alle persecuzioni fasciste, devono espatriare (prevalentemente in Francia) entro la fine del 1922.
Molti fuoriusciti genovesi(modo di chiamare antifascisti gli esiliati e/o riparati all'estero) di quei tempi li troviamo in Spagna, a combattere il nemico si sempre, e/o come Comandanti partigiani, vedi Gaetano Perillo, ma comunque le strategie della Resistenza nel senso del successivo sviluppo sociale furono dettate esclusivamente dalla grossa borghesia Italiana che solo in piccola parte fu antifascista per convinzione.

## Personaggi di spicco
- Gaetano Perillo
- Armando Vezzelli

## Lotte operaie fra anni venti e Resistenza
Nel ventennio la classe operaia era rigidamente inquadrata nei sindacati fascisti e controllata attraverso le organizzazioni di massa che il fascismo aveva creato, fino a sconvolgere negli anni 20/30 persino l'assetto delle società calcistiche eliminando interi gruppi dirigenti (Sampierdarenese ed Andrea Doria furono infatti accorpate per dare vita alla Dominante, poi divenuta Liguria. A Genoa e Sampierdarenese - rinata dopo le precedenti fusioni - fu invece imposto un cambio di nome, rispettivamente in Genova e Liguria, anche se in quest'ultimo venne mantenuta la casacca tradizionale). Il controllo delle masse attraverso lo sport è tipico delle dittature, esempio ne è la Germania nazista, che nel 1936 già utilizzava sale pubbliche televisive in cui venivano trasmessi spezzoni di gare (ma anche musica e sport in genere). Nel ventennio le condizioni della classe operaia erano continuamente peggiorate, sia come potere d'acquisto sia nei ritmi di lavoro con l'introduzione del fordismo. In seguito la guerra esasperò la situazione. Di lotte operaie organizzate, durante il ventennio, non ce ne furono: occorre arrivare al marzo del 1943 per veder la classe operaia italiana rialzare la testa.

## Scioperi operai del 1943 e sviluppo delle lotte in chiave antifascista
A Genova, Milano, Torino, nel 1943 a causa della situazione militare contingente riemerge la spinta di classe degli operai causata dai bisogni materiali: gli operai si politicizzano rapidamente. È un durissimo colpo per il regime fascista e sembra costituire l'antecedente di quanto accadrà il 25 luglio 1943.
La data del marzo 1943 si può anche considerare l'inizio della Resistenza Italiana, come si può altresì fissare l'8 settembre 1943, con la successiva invasione nazifascista del territorio nazionale del nord, oppure possiamo individuare l'inizio della resistenza con la formazione delle Brigate internazionali nella guerra civile di Spagna o ancora nella nascita del CLN o con la formazione del governo di Roma, ma son tappe la Resistenza Italiana, nel senso di lotta armata antifascista, inizia negli anni venti (Arditi del Popolo). Non si gradisce, forse, ricordare quel periodo per motivazioni politiche che riguardano la storia stessa di partiti politici italiani che in seguito si schierarono nettamente a favore dell'antifascismo. D'altro canto una data accettata da quasi tutti e che comunque è una data di indubbio riferimento è quella degli scioperi del marzo del 1943 che, paralizzando la nazione, interessando quindi grandi masse, porteranno in ultima analisi ai moti insurrezionali sfocianti nell'insurrezione del 25 aprile.
Stranamente gli scioperi del marzo 1943 non avranno successo e questo è dovuto ad una particolare situazione genovese con l'ingresso nel P.C.I. di un gruppo di studenti con a capo Giacomo Buranello e Walter Fillak, comunque sarà un passaggio momentaneo dovuto alla repressione scatenata dalla polizia contro il gruppo di studenti, che superate le diffidenze, stava riorganizzando con forze fresche ed esuberanti la "vecchia" dirigenza del P.C.I. di Genova stanca dagli anni di feroce repressione subita. In quel periodo si può quindi dedurre che l'antifascismo organizzato era supportato in modo quasi completo dai comunisti e da frange anarchiche, di cui, per loro natura, non è facile ricostruire la storia.